# Тридцятилітня війна
Тридцятилітня війна, або Тридцятирічна війна (нім. Dreißigjähriger Krieg, англ. Thirty Years' War, швед. Trettioåriga kriget, ісп. Guerra de los Treinta Años, фр. Guerre de Trente Ans) — перша загальноєвропейська війна у 1618—1648 роках між союзом католицьких і коаліцією протестантських держав. До союзу входили Священна Римська імперія та Іспанія, очолювані імператорською династією Габсбургів, а також німецькі князівства Католицької Ліги (переважно західні та південні: Баварія, Кельн), італійські міста-держави, Португалія. В антигабсбурзькій коаліції перебували протестантські німецькі князівства (переважно східні та північні: Саксонія, Бранденбург-Пруссія, Пфальц, Брауншвейг-Люнебург), Нідерланди, Данія-Норвегія, Англія, Шотландія, Швеція, до яких 1635 року приєдналася католицька Франція. Католицький союз підтримували Римська курія та Річ Посполита, включно з українськими козаками. Протестантській коаліції допомагали Османська імперія та Московське царство. Причинами війни стало католицько-протестантське релігійне протистояння (Протестантська унія 1608, Католицька ліга 1609), конфлікт між імператором та удільними німецькими князями, національно-визвольні рухи в землях Габсбургів (Чехія, Угорщина, Нідерланди), стара боротьба за домінування в Європі між Австрією (Габсбургами) та Францією (Бурбонами). Безпосереднім приводом війни стало чеське повстання.
Тридцятилітню війну поділяють на чотири періоди: чесько-пфальцький (1618—1625), данський (1626—1629), шведський (1630—1635), франко-шведський (1636—1648). У першому періоді чехи повстали проти імператора Фердинанда ІІ Габсбурга й обрали замість нього новим богемським королем Фрідріха V Пфальцького, голову Протестантської унії. Імператор в союзі з Католицькою лігою розбив чехів на Білій Горі (1620), а потім разом з іспанцями захопив Пфальц (1621—1623). Нідерландські протестанти вели війну за незалежність від Іспанії.
У другому періоді проти Габсбургів виступила Данія-Норвегія, що прагнула захопити узбережжя Балтійського моря. Імператорські війська під командуванням Альбрехта Валленштейна та сили Католицької ліги на чолі з Йоганном Тіллі розбили данців й уклали з ними Любекський мир (1629), відновивши довоєнний статус-кво. Франція, яка вела з Габсбургами війну за Мантуанську спадщину (1628—1631), намагалася втягти у війну проти Габсбургів протестантську Швецію, але остання була зайнята війною з Річчю Посполитою.
1629 року шведи з поляками уклали Альтмаркське перемир'я, після чого шведський король Густав II Адольф вдерся до Північної Німеччини (1630), розпочавши третій період війни. 1631 року до протестантського блоку приєдналася Саксонія. Шведи розбили імперські війська під Брайтенфельдом (1631) і Лютценом (1632), але втратили убитим короля. Сподіваючись на підмогу Швеції, Московія почала війну проти Речі Посполитої (1632), але зазнала поразки і уклала Поляновський мир (1634). Коли імперсько-іспанські війська розбили шведів під Нердлінгеном (1634), Саксонія підписала з імператором Празький мир (1635), до якого приєдналися протестантські князівства, зокрема Бранденбург-Пруссія.
У четвертому періоді проти Священної Римської імперії відкрито виступила Франція, яка до цього підтримувала повстанців у Нідерландах та вела війни в Італії. Шведи уклали з Річчю Посполитою Шмутсдорфський договір (1635) й кинули проти імператора усі сили. Французькі й шведські війська здобули перемоги при Брайтенфельді (1642), Рокруа (1643), Янковом (1645). Попри це, сили Габсбургського союзу та антигабсбурзької коаліції сильно виснажилися, тому 1645 року розпочалися мирні переговори, що закінчилися підписанням Вестфальського миру.
Внаслідок війни перемогу здобули протестантські сили. Старий європейський порядок, що тримався на авторитеті Католицької церкви та імператорів Священної Римської імперії, було зруйновано. Утворилися європейські суверенні держави, прообрази перших національних держав. Посилилася децентралізація імперії, почався занепад Іспанії. Протестанти отримали свободу сповідання, але католики опинилися гнаними у протестантських країнах. Франція та Швеція укріпилися коштом Габсбургів, які втратили гегемонію в європейській політиці. Нідерланди здобули незалежність від Іспанії й перетворилися на одну з великих держав. Війна була найжахливішою в історії тогочасної Європи, в ході якої загинуло до 8 мільйонів чоловік. Спустошення та непоправних втрат зазнали німецькі, чеські та північноіталійські землі, де велися основні бойові дії.

## Передумови

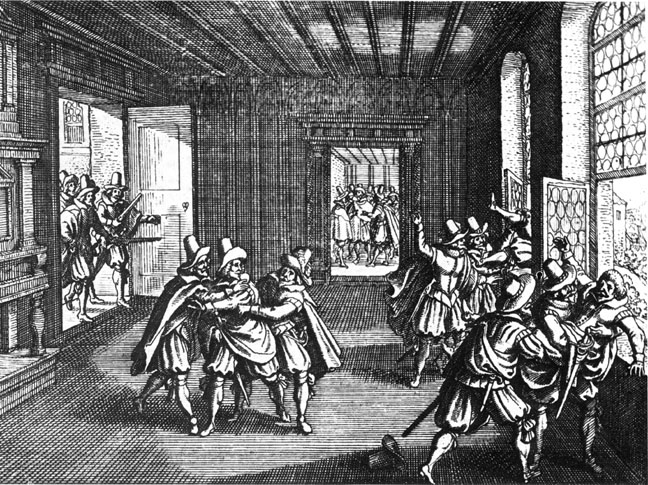
«Празька дефенестрація»

Священна Римська імперія у XVII ст. становила конгломерат десятків королівств, князівств і різноманітних адміністративних одиниць — церковних або світських. У Богемії, Саксонії і Північних князівствах Німеччини домінували протестанти, разом з тим, Баварія, Австрія, а також інші Південні князівства були переважно католицькими.
Панівна в Священній Римській Імперії династія Габсбургів була католицькою і всіляко дискримінувала протестантів. На початку XVII ст. розгорталася контрреформація, посилювалась церковна цензура та інквізиція, зміцнився орден Єзуїтів. Ватикан всіляко підштовхував правителів-католиків до викорінення протестантизму в їхніх володіннях.
Слід відзначити, що з часів Карла V провідна роль у політичному житті Європи належала династії Габсбургів. На початку XVII століття іспанська гілка династії володіла Португалією, Південними Нідерландами, півднем Італії і колоніями в Америці. Австрійські Габсбурги — закріпили за собою корону імператора Священної Римської імперії, були королями Богемії, Угорщини, Хорватії. Гегемонію Габсбургів прагнули ослабити європейські держави, найбільше Французьке королівство.
Габсбургів підтримували: Австрія, більшість католицьких князівств Священної Римської імперії, Іспанська імперія, об'єднана з Португальським королівством, Папський престол, Річ Посполита. На боці «антигабсбургської коаліції»: протестантські князівства Священної Римської імперії, Богемія, Трансильванія, Венеція, Савоя, Республіка Сполучених провінцій, Шведська імперія, Данія-Норвегія, Французьке королівство, надавали підтримку Англійське королівство, Шотландське королівство і Московське царство.
Аугсбурзький мир 1555 року підписаний Карлом V на якийсь час припинив відкрите протистояння протестантів і католиків у Священній Римській імперії, і зокрема в Німеччині. За умовами миру імперські князі могли вибирати релігію (протестантизм або католицтво) для своїх князівств на власний розсуд, згідно з принципом: «Чия влада, того й віра» (лат. Cuius regio, eius religio). Проте до початку XVII століття католицька церква, спираючись на підтримку династії Габсбургів, відвойовувала свій вплив і вела активну боротьбу проти протестантів.
Для відсічі католицькому натиску, протестантські князі Священної Римської імперії об'єдналися в 1608 р. в Євангельську унію. Унія шукала підтримки у держав, ворожих династії Габсбургів.
У відповідь католики об'єдналися в 1609 р. у Католицьку Лігу під проводом Максиміліана I Баварського.
У 1617 р. правлячий імператор Священної Римської імперії і король Богемії Матвій, який не мав прямих спадкоємців, примусив чеський сейм визнати спадкоємцем свого двоюрідного брата Фердинанда Штірійського. Фердинанд був палким католиком, вихованцем єзуїтів і вкрай непопулярним у переважно протестантській Чехії. На цьому тлі в Празі відбувся конфлікт між представниками чеської аристократії та королівськими намісниками. 23 травня 1618 р. опозиційна щляхта на чолі з графом Турном викинули з вікон Чеської Канцелярії в рів королівських намісників графа Вільяма Славату, Ярослава Мартиницю і їхнього секретаря Фабриція.

## Сторони
| Католицький союз (Габсбурзький блок) | Протестантська коаліція (Антигабсбурзький табір) |
| --- | --- |
| Священна Римська імперія - Австрія - Угорське королівство - Хорватське королівство - Богемське королівство (після 1620) - Бранденбурзьке маркграфство (Бранденбург-Пруссія, після 1635) - Баварське курфюрство (Католицька ліга) Іспанська монархія - Португальське королівство - Сицилійське королівство - Іспанські Нідерланди Данія-Норвегія (1643–45) | Саксонія Нідерланди Бранденбурзьке маркграфство (Бранденбург-Пруссія, 1631—1635) Брауншвейг-Люнебурзьке герцогство Трансильванське князівство (з 1619) Богемське королівство (до 1620) Пфальц (до 1623) Данія-Норвегія (1625–29) Англійське королівство (1625–30) Шотландське королівство (1625–39) Швеція (з 1630) Французьке королівство (з 1635) |
| за підтримки: Річ Посполита - Військо Запорозьке | за підтримки: Османська імперія Московське царство |

## Перебіг

### Чесько-пфальцький період (1618—1625)

Битва на Білій горі (1620)

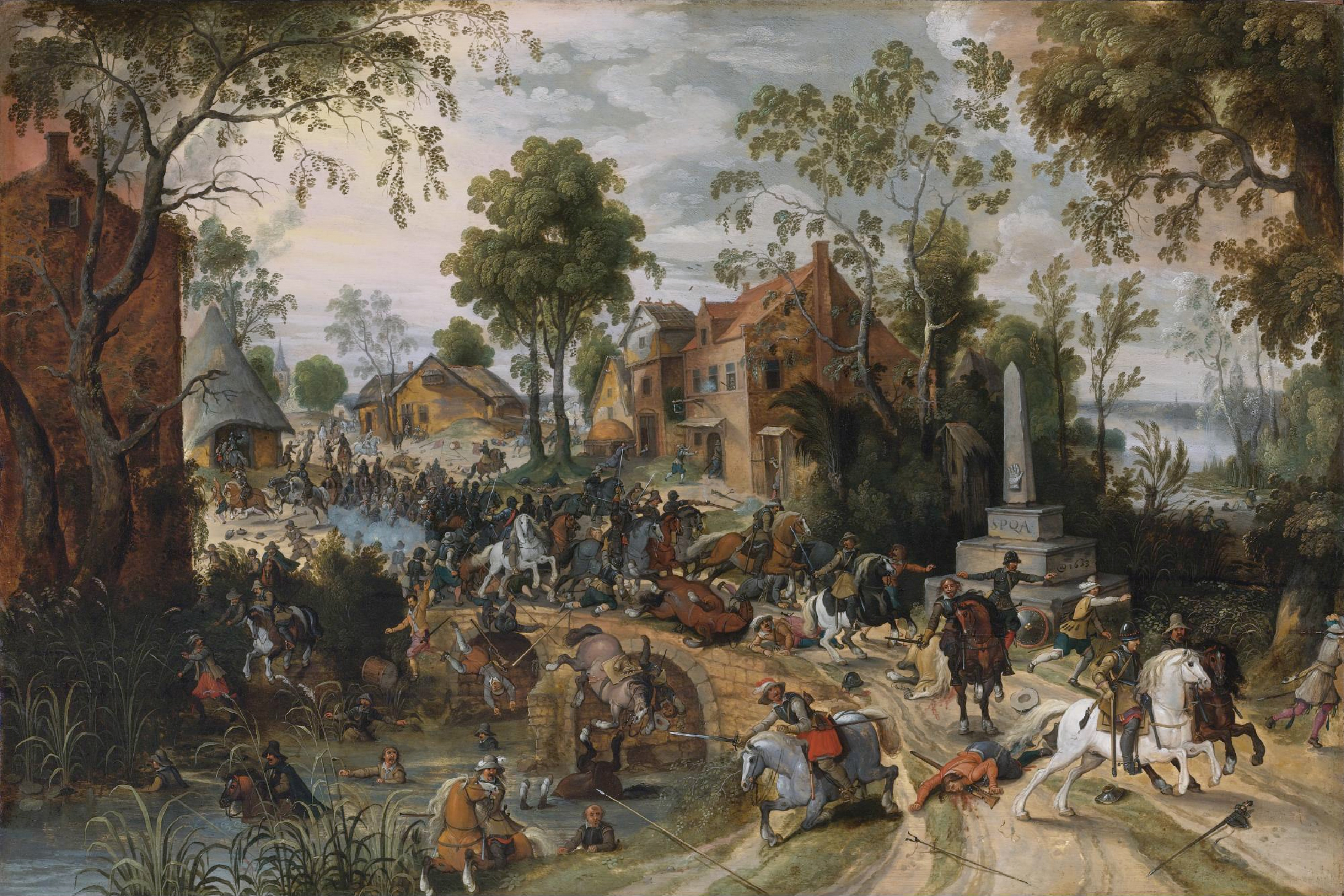
Битва при Штадтлоні (1623)

Після розриву з Габсбургами в Богемії було сформовано уряд — Директорію, в складі 30 директорів, на чолі яких став Вацлав Вільгельм з Роупова, головнокомандувачем було призначено графа Генріха Турна. Директорія запросила на чеський трон лідера Євангельської Унії Фрідріха V, курфюрста Пфальцького, зятя англійського короля Якова І.
Повстанці, реально оцінюючи свої можливості, очікували допомоги з двох потужних осередків протестантизму в Європі: Англійське королівство і Нідерландів, а також протестантських князівств-сусідів.
У 1619 р. Нідерланди профінансували формування збройних загонів Мансфельда. Допомогу чехам також надала Сілезія, яка взяла під контроль кордон з католицькою Польщею, звідки планувалась збройна інтервенція. Англійське королівство зайняло вичікувальну позицію. Моравська шляхта на чолі з Карлом Жеротіном виступила за мирне розв'язання конфлікту з Габсбургами, і відмовилась надати повстанцям військову допомогу.
Ситуація швидко загострювалась, 20 березня 1619 р. помер імператор Матвій Габсбург. Після того, як зібрання чеських дворян обрало королем Чехії — 26 липня 1619 р. — курфюрста Пфальца Фрідріха V, через місяць — 28 серпня 1619 р. — за вибором німецької шляхти австрійський трон, корону Угорщини і Чехії успадкував Фердинанд II Габсбург, його було обрано імператором. Фердинанд був ревним католиком, і ще в молоді роки на богомоллі в Лоретто дав обітницю викорінити єресь. Оскільки в імператора не було армії він вимушений був шукати підтримки в Католицької ліги, яка мала у своєму розпорядженні найману армію.
Граф Турн і Мансфельд бачили шанси досягти військового успіху в боротьбі проти Габсбургів, які опинилися в скруті. Угорці під проводом князя Трансильванії Бетлена Габора завдали удару імперії та підійшли під мури Відня в листопаді 1619 р. Проте допомогу Габсбургам надала Річ Посполита, надіславши збройну допомогу — загони «лісовчиків», в складі яких були козацькі частини. Військова допомога дала змогу Відню відбити атаку.
У 1620 р. Іспанська імперія вислала на допомогу імператору 25 000 військо під командуванням Амброзіо Спіноли. Тим часом під командуванням генерала Тіллі армія Католицької ліги рушила на Чехію, обходячи армію Фрідріха V, що намагався зупинити її ще на дальніх підступах до Праги.
Вирішальна битва відбулася 8 листопада 1620 року на Білій горі біля Праги. Армія протестантів зазнала нищівної поразки.
Результатом війни стало упокорення Чехії: імперський військовий трибунал стратив понад 600 представників чеської шляхти. Близько 500 великих маєтків, три четверті всієї території Чехії, змінили власників. Становище селян особливо не змінилось, але нові власники скористались моментом і відібрали в селян частину земель. Протестантське богослужіння було заборонене. Чеська мова при богослужіннях замінена на латину, було скасовано день пам'яті Яна Гуса. Університет було віддано під опіку єзуїтів. Були конфісковані маєтки протестантів і їх роздано німецьким шляхтичам. Діловодство повністю переведене на німецьку мову, парламент практично втратив своє значення і скликався за бажанням імператора. На додаток, Фердинанд II скасував вибори короля і оголосив свою владу в Чехії спадковою. Чехія втратила автономію і стала родовою спадщиною Габсбургів. Внаслідок війни і епідемій населення Чехії скоротилось з 4 мільйонів людей на початку XVII століття, до 700 тисяч в середині сторіччя.
Перша фаза війни завершилася, коли Бетлен Габор підписав мир з імператором, у січні 1622 р., отримавши території в Східній Угорщині.
Деякі історики виділяють період Тридцятилітньої війни між 1621–1625 роками, як Пфальцький період.
Закінчення дій на сході (в Чехії) означало звільнення імперських армій для дій на заході, зокрема у Пфальці. Після упокорення Чехії війська імператора розпочали бойові дії з протестантами в Німеччині, і розпочали окупацію Пфальцу. Рештки протестантської армії, на чолі з Мансфельдом відійшли в Данію.
Пфальц опинився в руках імператора. У битві при Штадтлоні 6 серпня 1623 р. останні сили протестантів були розбиті. Вціліла ледве третина з 21-тисячної протестантської армії. Позбавлена припасів, керівництва і грошей вона була приречена.
Поразка викликала розпад Євангельської унії і втрату Фрідріхом V всіх його володінь і титулу курфюрста. Фрідріха вигнали зі Священної Римської імперії. В екзилі він спробував заручитися підтримкою Нідерландів, Данії-Норвегії і Шведської імперії.
Перший період війни закінчився переконливою перемогою Габсбургів.

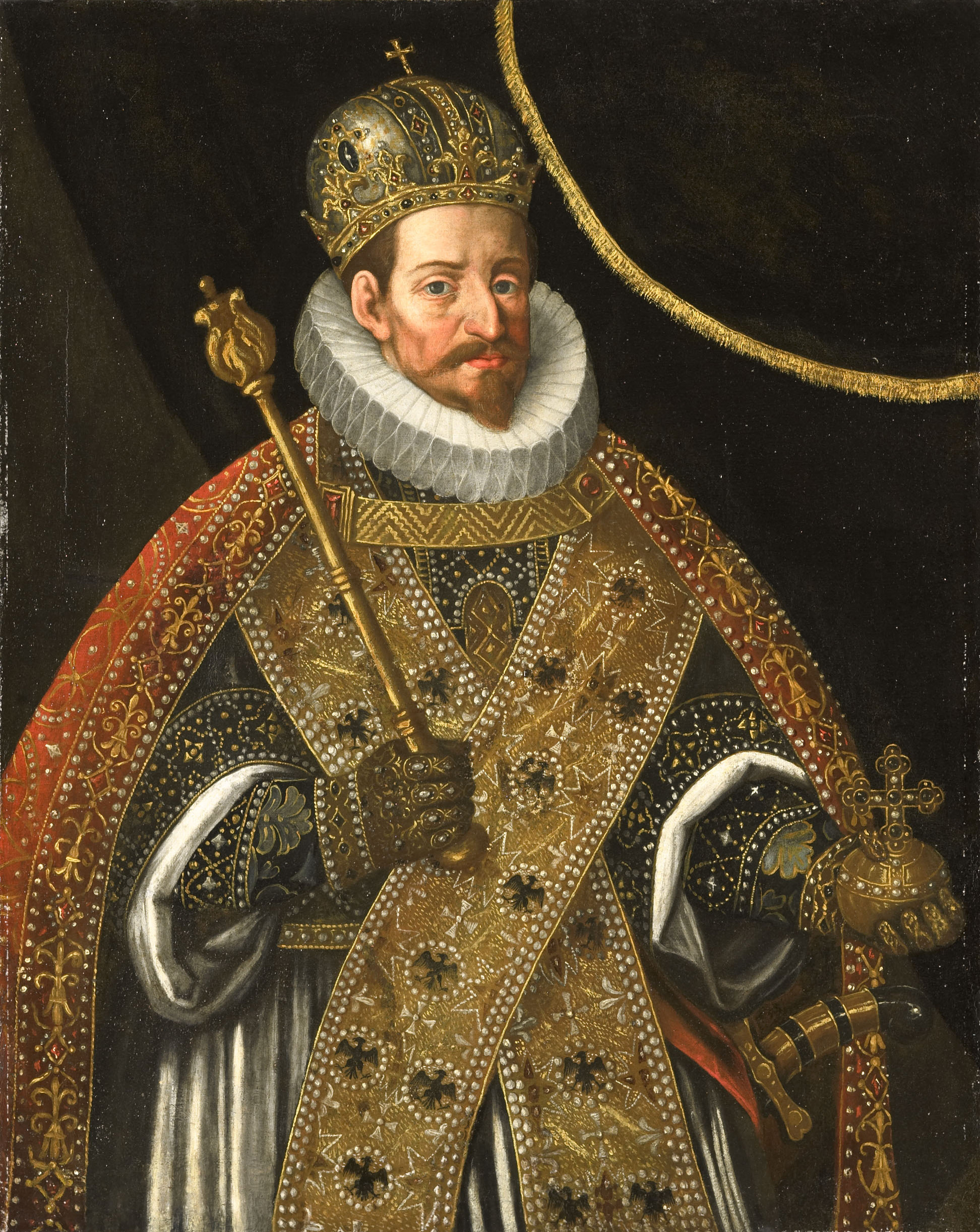
Матвій імператор Священної Римської імперії
Фердинанд II імператор Священної Римської імперії
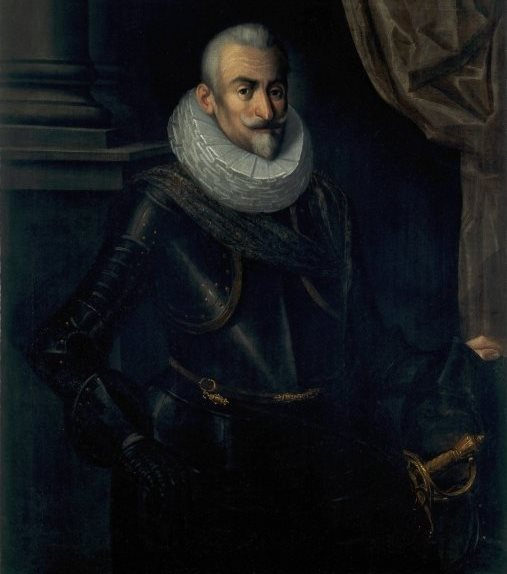
Йоганн Тіллі командувач католиків
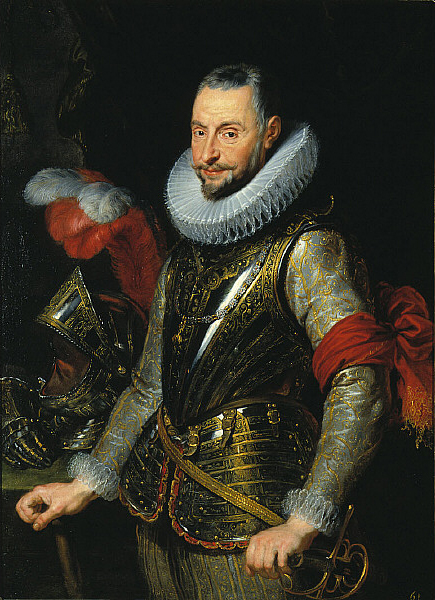
Амброзіо Спінола командувач католиків
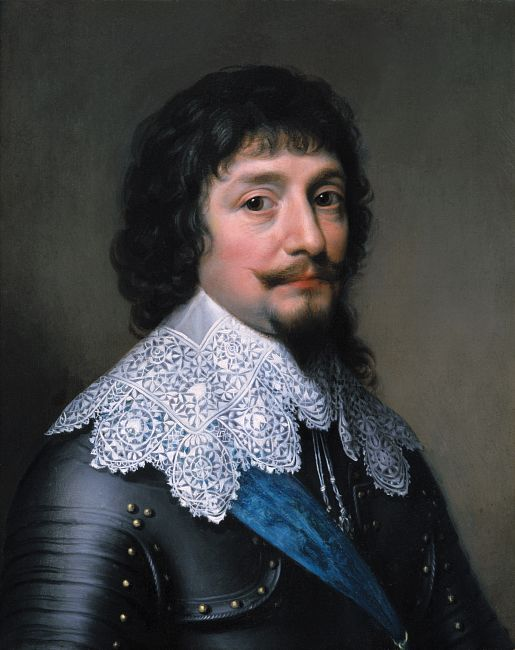
Фрідріх V пфальцький курфюрст
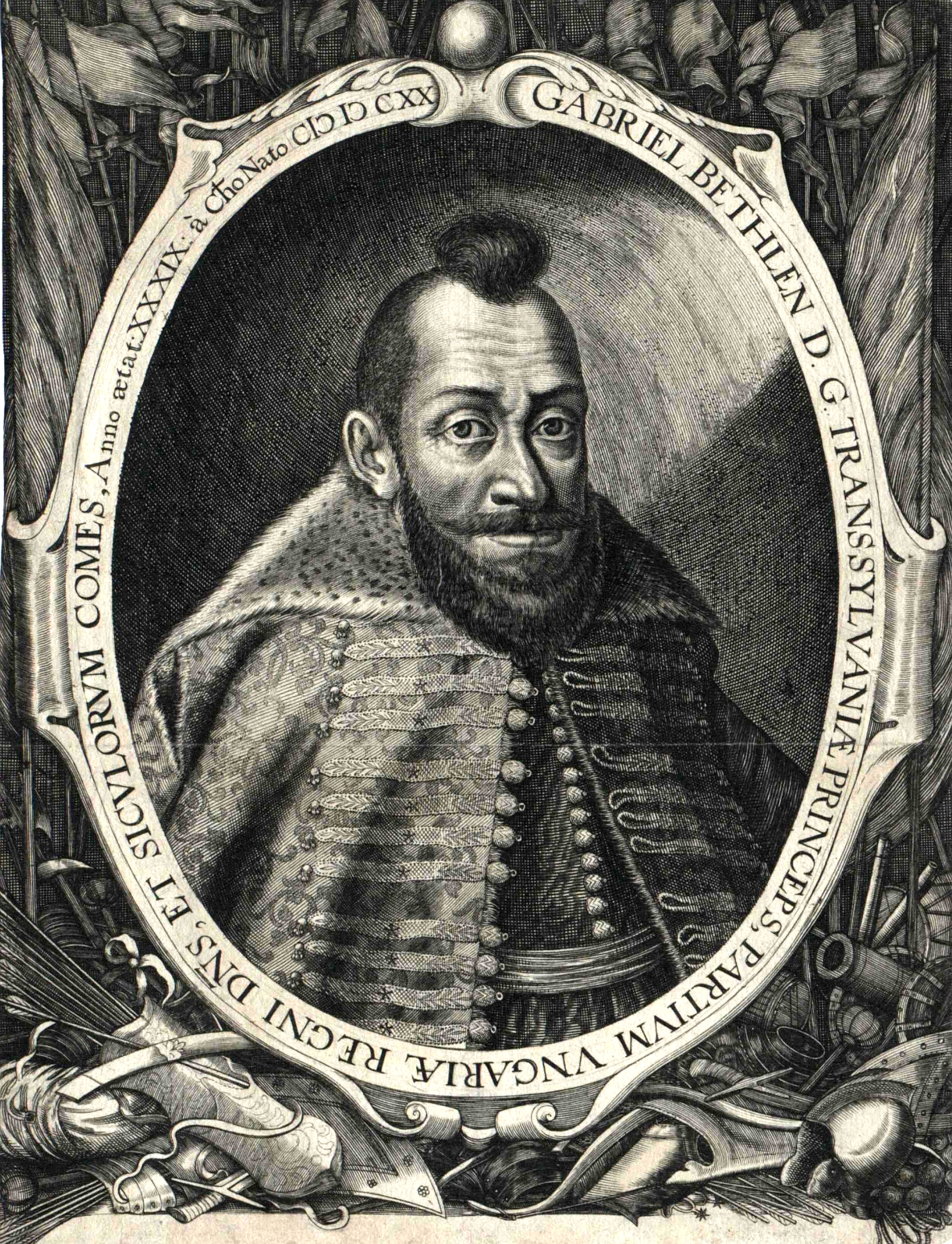
Бетлен Габор трансильванський князь
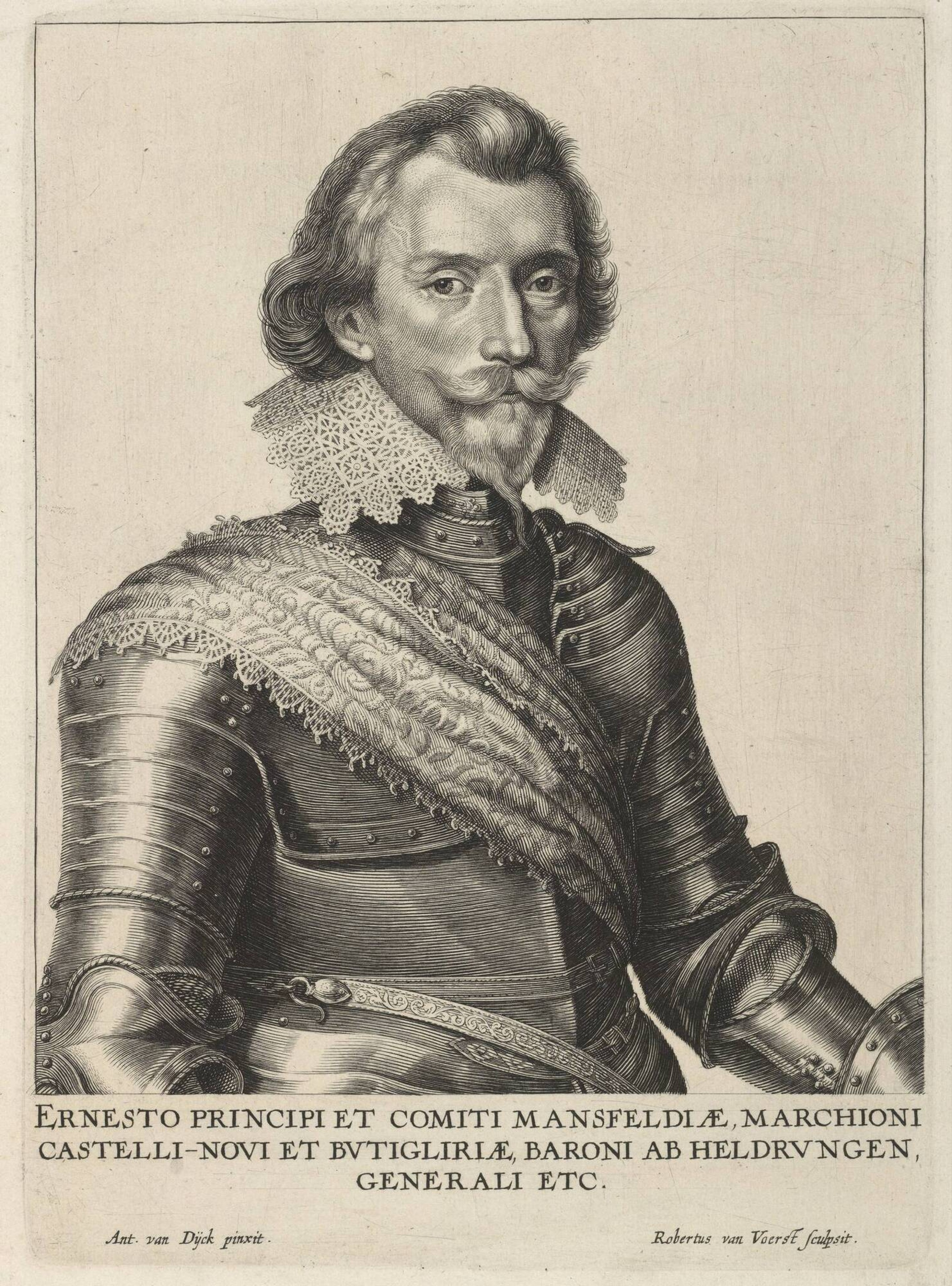
Ернст фон Мансфельд командувач протестантів

### Данський період (1625—1629)

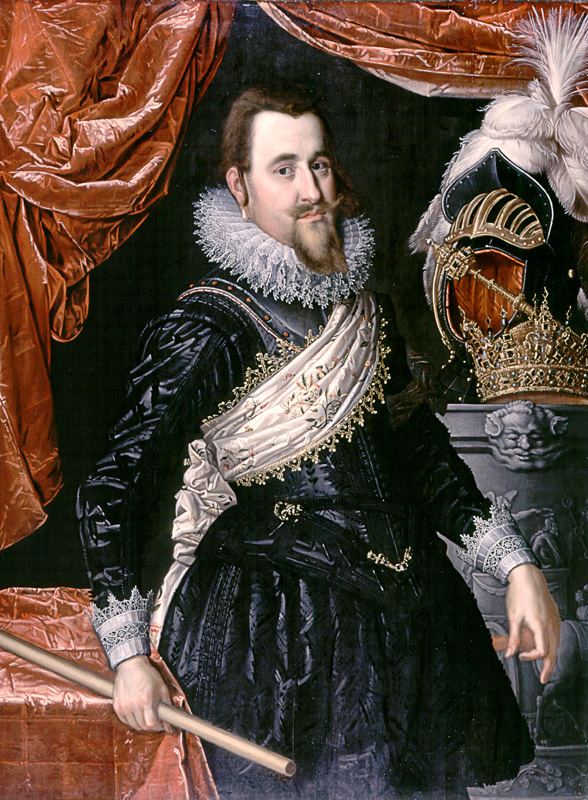
Крістіан IV Данський

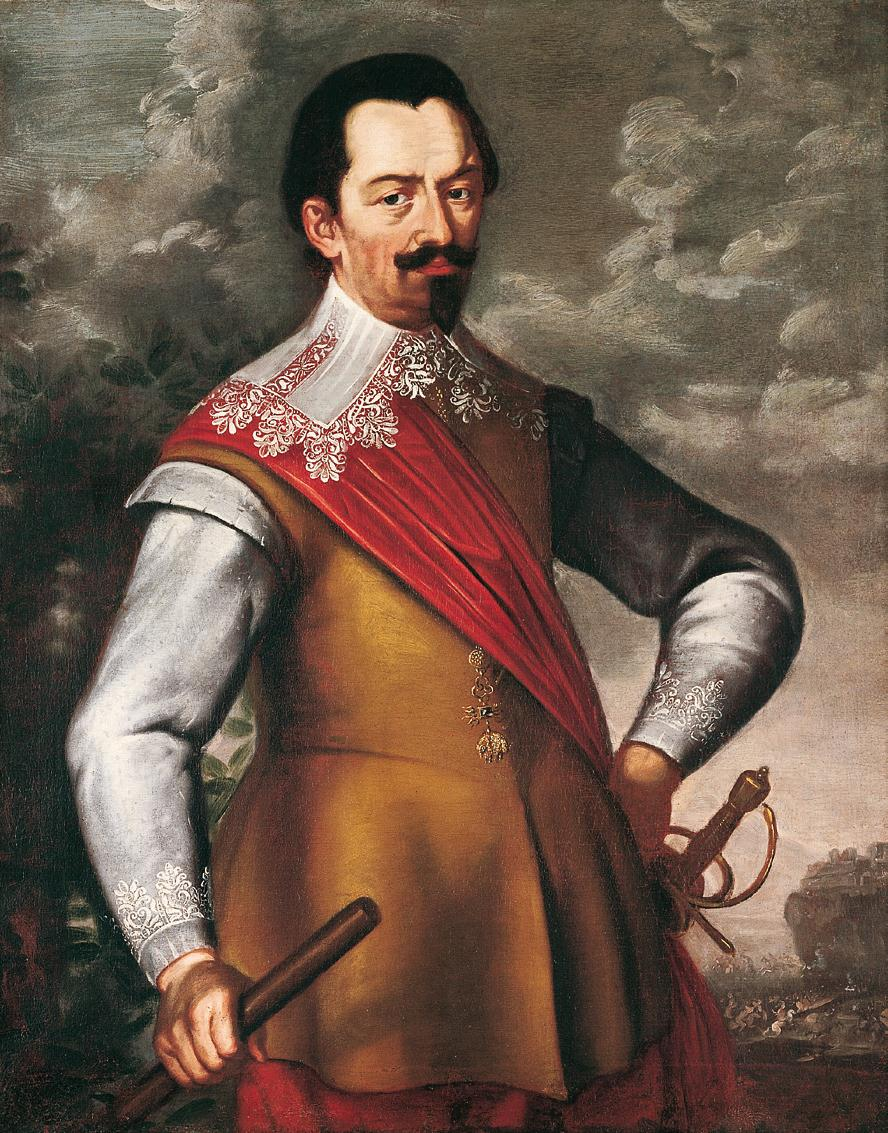
Альбрехт фон Валленштейн

Кристіан IV Данський (1577–1648), був палким лютеранином, і боявся після поразки протестантів Німеччини залишитися віч-на-віч з імперією. Отримавши значну фінансову допомогу від Шведської імперії і Французького королівства Крістіан IV вирішив виступити проти імператора. Допомога Швеції та Франції дала змогу сформувати армію у 20.000 солдатів, на чолі якої Крістіан вторгся в Німеччину.
На боротьбу з Крістіаном IV імператор Фердинанд II спрямував Альбрехта фон Валленштайна. Валленштайн запропонував імператорові набрати велику армію і при цьому зовсім не витрачати державних грошей на її утримання, а годувати солдатів з накладання контрибуції на захоплені території. Інакше кажучи, коштом організованого грабунку, таким чином «війна годувала війну». Солдатів наймали, як робітників на будівництво, капіталом для винагороди була здобич. Оскільки нових солдатів знайти було легко, війну було можливо вести до повного виснаження — переносячи її з одного регіону в інший. В цей час в Європі існувало два військових ринки на яких вербували найманців: один в Голландії — де точилася безперервна війна з іспанцями; інший — в Угорщині та Речі Посполитій (враховуючи й козацьку Україну) де йшла постійна війна з турками.
Армія Валленштайна стала грізною силою, і нараховувала в різний період часу від 30.000 до 100.000 солдат. Крістіан, вимушений спішно відступати перед об'єднаними військами Католицької ліги, на чолі з графом Тіллі і Валленштайна. Союзники Данії-Норвегії не змогли прийти на допомогу. У Французькому королівстві знову спалахнула громадянська війна, Шведська імперія втягнулась у війну з Річчю Посполитою, Нідерланди відбивалися від Іспанської імперії, а Бранденбург і Саксонія прагнули за всяку ціну зберегти мир.
В 1626 р. Валленштайн завдав поразки Мансфельду при Дессау, а Тіллі розбив данців в битві при Люттері.
Армія Валленштейна окуповувала Мекленбург і Померанію. Імперські війська закріпились на півдні Балтики. Проте, не маючи флоту Валленштайн не міг захопити столицю Данії-Норвегії на острові Зеландія, місто Копенгаген. Валленштайн організував облогу Штральзунда, єдиного данського великого порту з військовими корабельнями, але і тут зазнав невдачі. Без створення сильного флоту годі було і думати про закріплення на Балтиці. Проти імперських планів створення флоту виступили ганзейські міста і Річ Посполита, а окрім того, в імператора просто не було необхідних фінансових ресурсів.
Як наслідок 1629 р. в Любеку було підписано мирний договір. Відповідно до нього Данія зберегла свої території, але пообіцяла не втручатись у справи імперії. Фердинанд добився повного домінування в Німеччині. Тим часом Католицька ліга прагнула повернути втрачені після Аугсбурзького миру католицькі володіння. Імператор видав у 1629 р. Едикт про Реституцію. За ним належало повернути католикам 2 архієпископства, 12 єпископств і сотні монастирів. Едикт приніс вигоди не тільки католицькій церкві — посилювалась влада імператора в управлінні територіями імперії.

### Шведський період (1630—1634)

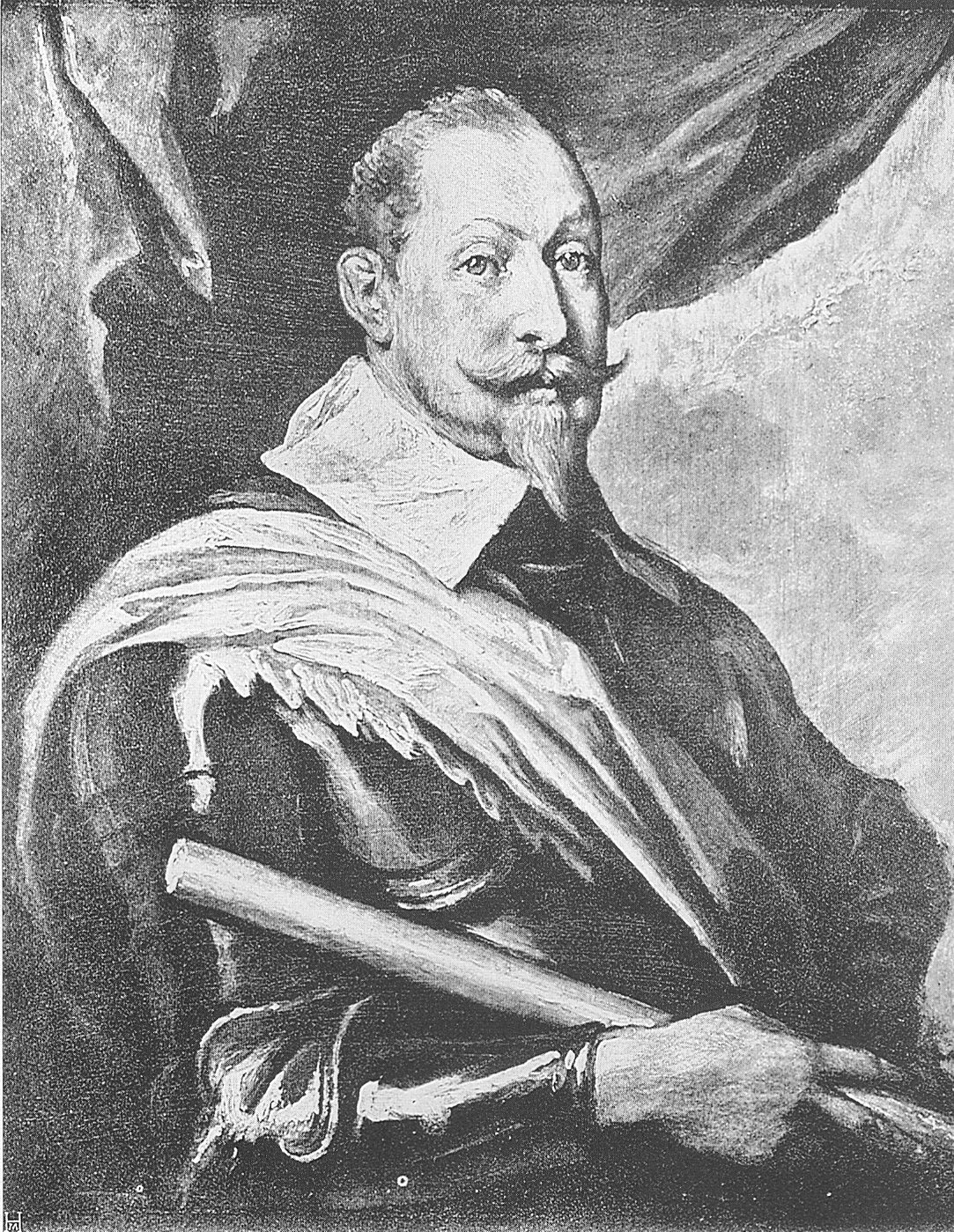
Густав ІІ Адольф

Посилення Габсбургів занепокоїло Францію, однак вона не хотіла безпосередньо втручатися в конфлікт. Французи прагнули залучити до війни проти імператора лютеранську Швецію, і французька дипломатія доклала значних зусиль, щоб допомогти шведам укласти в 1629 р. перемир'я з Польщею. В результаті шведський король Густав II Адольф міг спрямувати свою добре вишколену армію проти католиків Габсбургів.
На той час шведська армія мала на озброєнні передову стрілецьку зброю і артилерію. У ній не було найманців, і спочатку вона не грабувала населення, що позитивно відрізняло шведів на фоні інших армій, які тероризували населення, і фактично утримувались за рахунок організованого грабунку.
Густав, як і Кристіан IV, прагнув зупинити католицьку експансію, а також встановити свій контроль над балтійським узбережжям Німеччини.

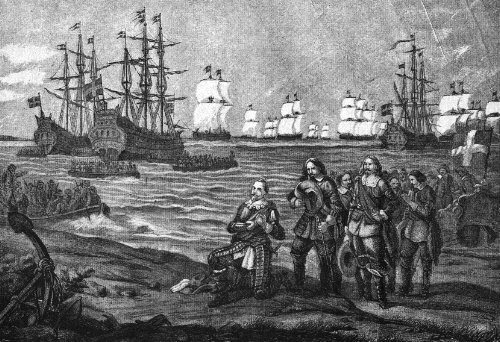
Густав Адольф висадився в Німеччині, 4 липня 1630 р.

4 липня 1630 р. Густав II Адольф, король Шведської імперії, висадився на континенті, в гирлі Одеру. Він примусив поморського герцога Богуслава XIV до укладення союзу. Проте спочатку протестантські князі скептично поставились до можливості колаборації зі шведами. Курфюрсти Бранденбурга і Саксонії намагались триматися якомога далі від Густава. В січні 1631 року Густав Адольф уклав договір з кардиналом Рішельє: французи мали надати шведам фінансову і військову допомогу, останні в свою чергу, повинні були дотримуватись нейтралітету з Католицькою Лігою. Франція намагалась підтримувати союзницькі відносини з Баварією і боротися тільки проти Габсбургів.
Коли Густав Адольф вступив до Мекленбурга, протестантські князі зібрались на з'їзд у Лейпцигу і заявили, що будуть вірні імператору. Лише різня в Магдебурзі, яку вчинили війська імператора в травні 1631 р. спровокувала перехід на бік шведів курфюрста Брандебурга й померанських князів. У вересні 1631 р. після зайняття Лейпцига військами імператора, на союз зі шведами погодився курфюрст Саксонський.
У 1630 році Фердинанд II повністю залежав від Католицької ліги відтоді, як розпустив армію Валленштайна. У битві при Брайтенфельді 1631 року Густав Адольф завдав поразки Католицькій лізі під командуванням Тіллі. 1632 року в битві на річці Лех генерал Тіллі загинув, й імператор вимушено повернув на службу Валленштайна, який протягом року навербував боєздатну армію.
.

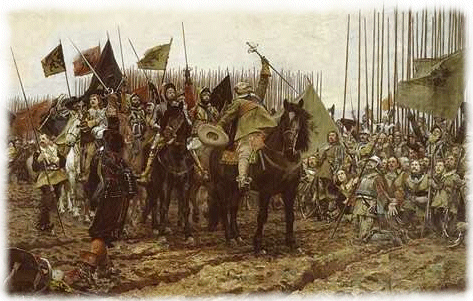
Перемога шведів під Брайтенфельдом, 1631

Валленштайн і Густав Адольф зійшлися в запеклій Битві при Лютцені (1632), де шведи насилу перемогли, але Густав загинув.

Смерть короля Густава ІІ Адольфа 16 листопада 1632 в битві під Лютценом

У березні 1633 р. Шведська імперія і німецькі протестантські князівства утворили Гайльброннську лігу. Вся повнота військової і політичної влади в Німеччині перейшла до виборної ради на чолі зі шведським канцлером Акселем Оксеншерною.
Валленштайн почав самостійно вести переговори з протестантськими князями, лідерами Католицької ліги і шведами, а також примусив офіцерів принести собі особисту присягу. Імператор запідозрив його у зраді, і 25 лютого 1634 р. Валленштайна вбили. Протестанти здобули значну перевагу, проте відсутність єдиного авторитетного воєначальника почала позначатися на їхніх військах, і в 1634 р. шведи й саксонці зазнали серйозної поразки в битві при Нердлінгені.
Після цього протестантські князі й імператор почали переговори, які завершилися в 1635 році Празьким миром. За його умовами передбачалося:
- Анулювання Едикту про Реституцію і повернення до Аугсбурзького миру.
- Об'єднання армії імператора і армій німецьких князів в армію Священної Римської Імперії.
- Заборона на утворення коаліцій між князями.
- Легалізація кальвінізму.

Однак, цей мир радикально не влаштовував Французьке королівство, оскільки Габсбурги значно посилювались.

### Франко-шведський період (1635—1648)

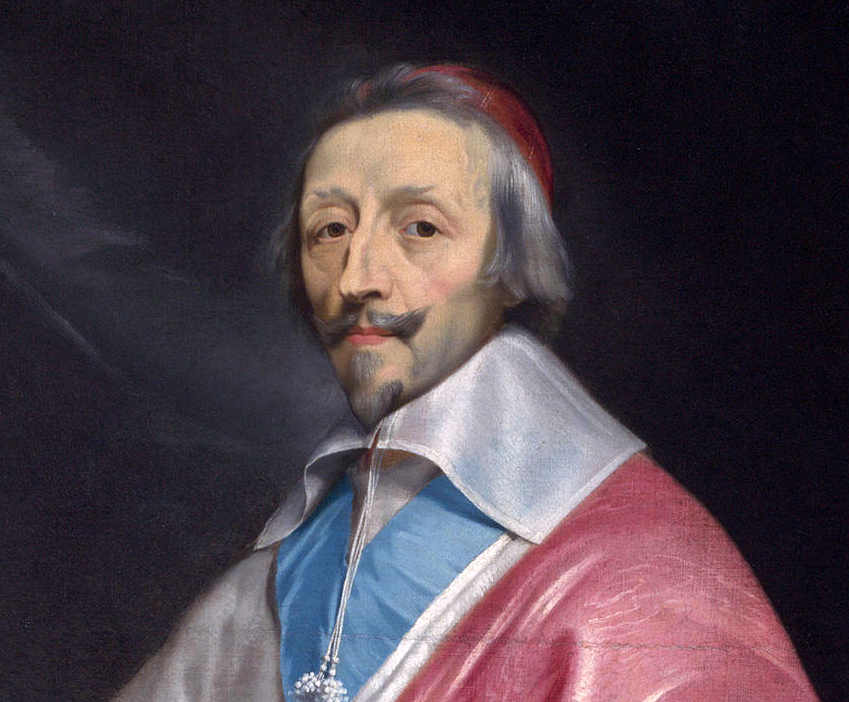
Кардинал Рішельє

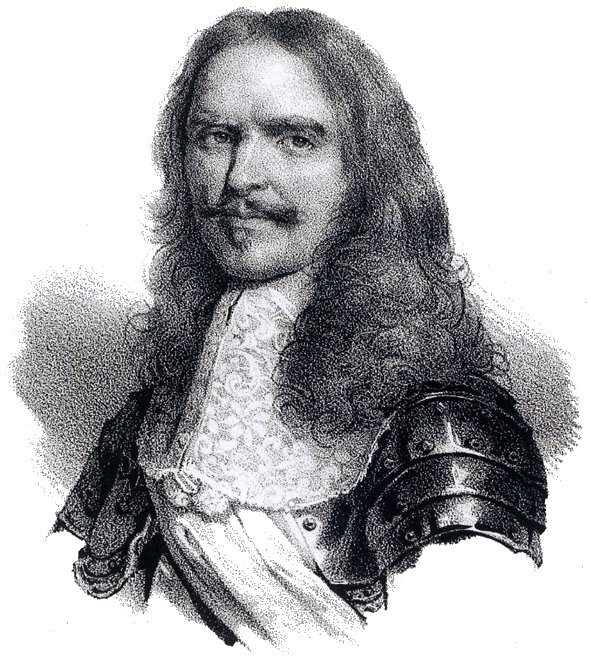
Тюррен

Поразка шведів під Нердлінгеном викликала пряме втручання Франції і, таким чином, розширила конфлікт, а не припинила його. Рішельє надав шведам нові субсидії, найняв найманців на чолі з Бернардом Саксен-Веймарським для наступу в Рейнській області. У 1635 р. Французьке королівство, прагнучи не допустити домінування Габсбургів втрутилась у війну безпосередньо (21 травня, була оголошена війна Іспанії). З її втручанням конфлікт остаточно втратив релігійне забарвлення, оскільки французи самі були католиками. Франція залучила в конфлікт своїх союзників в Італії — Савойю, Мантуйю і Венецію. Їй вдалося запобігти новому спалаху війни між Шведською імперією та Річчю Посполитою, що дало змогу шведам перекинути значні підкріплення до Німеччини. Французи атакували Ломбардію й Іспанські Нідерланди.
У березні 1635 року французькі солдати увійшли до Вальтелліни, перервавши зв'язок між контрольованим Іспанією Міланом та Імперією. У травні їхня головна армія чисельністю 35 000 вторглася в Іспанські Нідерланди, але відійшла в липні, зазнавши 17 000 втрат. У відповідь у 1636 р. іспано-баварська армія під командуванням принца Фердинанда Іспанського перейшла річку Сомм і увійшла в Комп'єн, а імперський генерал Матіас Галас спробував захопити Бургундію.
Слід відзначити, що армії противників намагались не вступати у вирішальну битву, прагнучи виснажити один одного, нападами на комунікації і тили. Війна набула затяжного і виснажливого характеру. Найбільше від цього страждало мирне населення, яке нещадно грабували всі армії. Особливо в цьому сенсі відрізнялися французи. Селянам доводилося тікати в ліси, часто вони створювали партизанські загони, які нападали на невеликі військові підрозділи й намагалися обороняти свої села. Однак, війська Габсбургів раз за разом зазнавали поразок. Останній період війни протікав в умовах виснаження обох супротивних таборів, викликаного колосальною напругою і перевитратою фінансових ресурсів.
Влітку 1636 р. саксонці та інші держави, які підписали Празький мир, повернули свої війська проти шведів. Разом з імперськими силами вони відтіснили шведського командувача Іоанна Банера на північ, проте були розбиті в битві біля Віттштока. Таким чином, шведи відновили своє панування в північно-східній Німеччині.
У 1637 р. помирає Фердинанд II, імператором стає його син — Фердинанд III, який хоча і не перебував під таким впливом єзуїтів як батько, проте не погоджувався на поступки протестантам і продовжував війну.
У 1638 р. в Східній Німеччині іспанські війська під командуванням баварського генерала Готфріда фон Гелейна атакували переважаючі сили шведської армії. Уникнувши розгрому, шведи провели важку зиму в Померанії. 
У 1642 р. Кардинал Рішельє помер, а через рік помер і король Франції Людовик ХІІІ. Королем став п'ятирічний Людовик XIV. Його регентом став кардинал Мазаріні.
2 листопада 1642 р. у битві під Брайтенфельдом шведи розгромили імперців і зайняли Лейпциг.
19 травня 1643 р. французи під командуванням принца Конде розбили іспанські війська у битві при Рокруа.

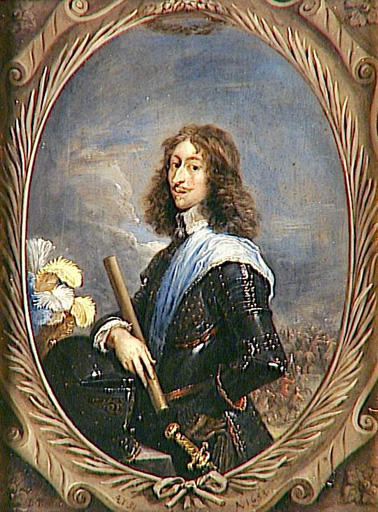
Герцог Конде

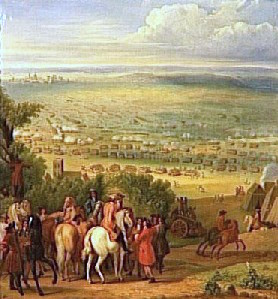
Битва при Лансі (1648)

Взяття Лейпцига в грудні 1642 року дало шведам нову важливу базу в Німеччині, і, незважаючи на їхню невдачу взяти Фрайберг, до 1643 року саксонська армія була скорочена до кількох ізольованих гарнізонів. У 1645 р. шведський маршал Леннарт Торстенсон розбив імперців у битві під Янковом біля Праги, і Принц Конде розбив Баварську армію в битві при Нердлінгені. Видатний католицький воєначальник, граф Франц фон Мерсі, загинув у цій битві. У 1648 р. шведи (маршал Карл Густав Врангель) та французи (Тюренн і Конде) розбили імперсько-баварську армію в битвах під Цусмаргаузеном і при Лансі. Тільки імперські території і власне Австрія залишалися в руках Габсбургів. Після того як війська антигабсбурзької коаліції створили безпосередню загрозу Відню, Габсбурги попросили миру.

## Дотичні війни
- Французько-іспанська війна (1635—1659)
- Вісімдесятирічна війна
- Польсько-шведська війна (1626—1629)
- Війна за Вальтелліну (1620–1626)
- Війна за Мантуанську спадщину (1628–1631)
- Смоленська війна (1632–1634)
- Дансько-шведська війна (1643—1645)
- Англо-французька війна (1627—1629)

## Вестфальський мир
Головна стаття: Вестфальський мир
Остаточний Вестфальський мир складався з трьох окремих угод. Це були Мюнстерський мир між Іспанією та Голландською Республікою, Оснабрюкський договір між Імперією та Швецією та Мюнстерський договір між Імперією та Францією.
Перший Мюнстерський мир, підписаний 30 січня 1648 року, є частиною Вестфальського врегулювання, оскільки Нідерландська Республіка все ще вважалася імперською територією. Незважаючи на підтвердження суверенітету Нідерландів, Імперський сейм формально не визнавав, що Нідерланди більше не є частиною Імперії до 1728 року.

## Наслідки

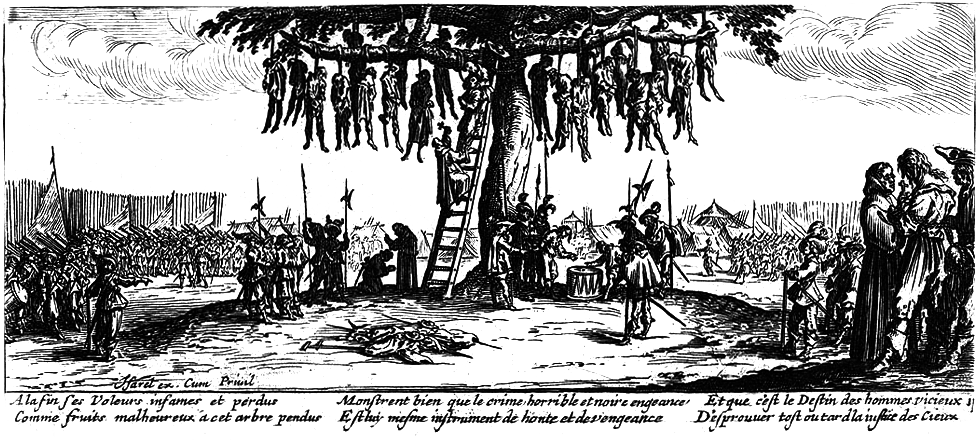
Дерево з повішеними, гравюра Жака Калло

Війна торкнулася всіх верств населення. У західноєвропейській історичній традиції вона залишилася одним із найжахливіших європейських конфліктів, з-поміж попередників Світових воєн XX століття.
Найбільші втрати були заподіяні Німеччині. Оцінки демографічних втрат сильно відрізняються. За оцінками радянських істориків (Абрамсон М. Л., Гуревич А. Я., Колесницкий Н. Ф.), тільки військових загинуло 2 071 000 (одна тільки Німеччина втратила 300 000 солдатів) і понад 6 млн мирних жителів. Населення Французького королівства за час війни скоротилося більш ніж на 1 млн жителів, Чехії з 2 млн до 700 тис. жителів, а Німеччини з 17 млн до 10 млн.
Обережніші розрахунки роблять німецькі дослідники, які оцінюють сукупні людські втрати в 5-6 млн. Демографічні втрати війни були подолані в німецьких землях лише через 100 років.
Нищівний удар був завданий економіці німецьких земель. Тут шведи спалили та зруйнували практично всі залізоливарні заводи і рудні копальні.
Внаслідок війни понад 300 дрібних німецьких князівств отримали повний суверенітет при номінальному членстві в Священній Римській імперії. Ця ситуація зберігалася аж до 1806 року, коли імперію було скасовано.
Війна не призвела до автоматичного краху Габсбургів, але змінила розклад сил у Європі. Гегемонія перейшла до Франції. Занепад Іспанської імперії став очевидним. Крім того, Швеція ввійшла в когорту великих держав, значно зміцнивши свої позиції на Балтиці.
Від Вестфальського миру заведено вести відлік сучасної епохи в міжнародних відносинах.

## Військова тактика і стратегія
Тридцятирічна війна дала значний поштовх розвитку військової тактики та стратегії у Європі.

## Відображення події в культурі
Популярний шведський хеві-метал-рок-гурт Sabaton у 2012 році в рамках альбому Carolus Rex випустив пісню з назвою «Gott mit uns», яка оповідає подію Тридцятирічної війни — перемогу шведського короля Густава ІІ Адольфа на чолі протестантської коаліції над папсько-католицьким союзом у битві під Брайтенфельдом в 1631 році. Композиція оформлена у варіантах англійською та шведською мовами. У контексті пісні представлений девіз «Gott mit uns» (нім. З нами Бог) як бойовий клич протестантської коаліції у війні з католиками, які посилили Контрреформацію.
Приспів пісні:
Gott mit uns
As we all stand united
All together: Gott mit uns!
From the old world's demise
See an empire rise
From the north reaching far:
Here we are!

Переклад на укр.: З нами Бог, оскільки ми єдині, всі разом: з нами Бог! Від загибелі старого світу, дивися на зростання імперії, з півночі сягає далеко: ми тут!
Дія п'єси Бертольда Брехта «Матінка Кураж та її діти» розгортається на тлі Тридцятилітньої війни.